# Уиљаку де Криш (Бихор)
Уиљаку де Криш (рум. Uileacu de Criș) насеље је у Румунији у округу Бихор у општини Тиљагд. Oпштина се налази на надморској висини од 179 m.

## Становништво
Према подацима из 2002. године у насељу је живело 879 становника.

### Попис2002.
| Расподела становништва по националности 2002.‍ | Расподела становништва по националности 2002.‍ | Расподела становништва по националности 2002.‍ | Расподела становништва по националности 2002.‍ | Расподела становништва по националности 2002.‍ |
| --------------------------------------------- | --------------------------------------------- | --------------------------------------------- | --------------------------------------------- | --------------------------------------------- |
|                                               |                                               |                                               |                                               |                                               |
| Румуни                                        | Румуни                                        |                                               | 436                                           | 49,6%                                         |
| Мађари                                        | Мађари                                        |                                               | 430                                           | 48,9%                                         |
| Словаци                                       | Словаци                                       |                                               | 13                                            | 1,5%                                          |